# Kodra
Kodra (în ucraineană Кодра) este o așezare de tip urban din raionul Makariv, regiunea Kiev, Ucraina. În afara localității principale, nu cuprinde și alte sate.

## Demografie
Componența lingvistică a așezării de tip urban Kodra
     Ucraineană (96,87%)
     Rusă (2,79%)
     Alte limbi (0,17%)
Conform recensământului din 2001, majoritatea populației așezării de tip urban Kodra era vorbitoare de ucraineană (96,87%), existând în minoritate și vorbitori de rusă (2,79%).